# 费尔南多·罗迈
费尔南多·罗迈（西班牙語：Fernando Romay，1959年9月23日—），西班牙男子篮球运动员。他曾代表西班牙参加1980年和1984年夏季奥林匹克运动会篮球比赛，其中1984年奥运会获得一枚银牌。